# Ferran Barenblit
Ferran Barenblit, né à Buenos Aires en 1968, est un commissaire d'exposition et directeur de musée catalan d'origine argentine.
Ferran Barenblit a tout d'abord été directeur du Centre d'Art Santa Mònica de Barcelone entre 2003 et 2008, puis du CA2M (Centro de Arte Dos de Mayo) de la Communauté de Madrid. C'est l'actuel directeur du MACBA, le Musée d'art contemporain de Barcelone.

## Biographie
Ferran Barenblit a étudié l'histoire de l'art à l'Université de Barcelone (1991) et la muséologie à la New York University (1995).
Entre 1994 et 1996, Ferran Barenbit est assistant curateur au New Museum of Contemporary Art de New York, où il travaille directement avec sa directrice, Marcia Tucker. De 1996 à 1998 puis de 2000 à 2001, il est commissaire de l'Espace 13 de la Fondation Joan Miró. Comme responsable de cette salle de projets, il organise une quinzaine d'expositions, dont les cycles Anatomies de l'âme (1996-1997), autour de thèmes tels que le corps, l'abjection et l'altérité, et Cercles invisibles (1997-1998), en travaillant les concepts d'espace, paysage et habitat contemporains. Il collabore également avec Frederic Montornés et Mònica Regàs lors du cycle Pour tous les publics à l'occasion des 25 années de la Fondation Joan Miró. Dans les salles d'expositions temporaires de la Fondation Joan Miró, il est commissaire de l'exposition Ironie (2001), qui, entre autres questions, mettait en doute les rôles de l'artiste et les canons traditionnels de l'histoire de l'art tout en montrant le changement radical de l'art depuis la décennie des années 1960.
Entre 2002 et 2008, Barenblit est directeur du Centre d'Art Santa Mònica (CASM), l'espace consacré par  le Département de la Culture de la Généralité de Catalogne à l'art le plus actuel. Durant ces années, plusieurs projets spécifiques d'artistes nationaux et étrangers ont été présentés, parmi lesquels figurent notamment ceux de Martí Anson, Alicia Framis, Christian Jankowski, Dora García, Jiri Kovanda, Maria Nordman, Esther Partegàs et Fernando Sánchez Castillo. 
Après une démission polémique au CASM, entre 2008 et 2015 Barenblit est directeur du Centro de Arte Dos de Mayo  (CA2M) de la Communauté de Madrid,. Le CA2M, inauguré en 2008 à Móstoles, dans l'aire métropolitaine de Madrid, se veut être un musée vivant, en contact avec son public et offrant un choix varié d'expositions, d'activités publiques, de programmes éducatifs et de publications. Quelques-unes des expositions les plus remarquées dont Barenblit sera le commissaire durant cette période sont celles de David Bestué et Marc Vives, Cisnes y ratas (2009), Leopold Kessler (2009), Walead Beshty (2011), Aernout Mik, Wilfredo Prieto, Halil Altindere, Los Torreznos, Raqs Media Collective et Jeremy Deller.
Au mois de juillet de 2015, il est choisi pour être le nouveau directeur du MACBA. Le rapport de la commission d'experts ayant procédé à ce choix  signale "la solvabilité de sa formation académique et professionnelle", "ses connaissances, sa valorisation et son diagnostic – précis, raisonnable et réaliste, et à la fois enthousiaste – de la situation actuelle de l'institution, qui s'inscrit parfaitement dans le contexte global, national et local", "le succès lors de la présentation d'un projet rigoureux, précis et très clair" et "le rôle attribué dans son projet concernant le travail de médiation envers les publics.

## Idéologie
Ferran Barenblit ne comprend pas la fonction du musée uniquement comme dépositaire de l'art contemporain, mais aussi comme celle de devoir établir des ponts entre l'art et le public, cédant la place à une participation active du spectateur et allant bien au-delà d'un simple espace d'exposition et de diffusion des œuvres. Le rôle du curateur est de réussir à répondre aux besoins du public visiteur, ainsi que celui d'éduquer sa sensibilité.  Le musée doit générer un dialogue avec les visiteurs, et il doit être un point de rencontre entre l'individuelle et le social. Il doit réussir à ouvrir un espace de débat critique, de découverte et de questionnement de la réalité, en démontrant que l'art peut être un acteur culturel très intense.

## Publications
- Anatomies de l'ànima.  Barcelone : Fondation Miró, 1997
- Cercles Invisibles.  Barcelone: Fondation Miró, 1998.
- Ironia.  Barcelone: Fondation Miró, 2001.  (ISBN 84 932159 02).